# Liga ASOBAL de 2008–09
A Liga ASOBAL de 2008–2009 foi a 19º edição da Liga ASOBAL como primeira divisão do handebol espanhol. Com 16 equipes participantes o campeão foi o BM Ciudad Real.